# Colombier-Saugnieu
Colombier-Saugnieu är en kommun i departementet Rhône i regionen Auvergne-Rhône-Alpes i östra Frankrike. Kommunen ligger i kantonen Meyzieu som tillhör arrondissementet Lyon. År 2022 hade Colombier-Saugnieu 2 859 invånare.

## Befolkningsutveckling
Antalet invånare i kommunen Colombier-Saugnieu
| Referens: INSEE |